# Малореченский 1-й
Малореченский 1-й — поселок в Эртильском районе Воронежской области России.
Входит в состав Буравцовского сельского поселения.

## География
В посёлке имеется одна улица — Лесная.

## Население
| 2000 | 2010 |
| ---- | ---- |
| 29   | ↘13  |